# Erythroxylum mexicanum
Erythroxylum mexicanum är en tvåhjärtbladig växtart som beskrevs av Carl Sigismund Kunth. Erythroxylum mexicanum ingår i släktet Erythroxylum och familjen Erythroxylaceae. Inga underarter finns listade i Catalogue of Life.